# David Evans (microbiologiste)
Pour les articles homonymes, voir David Evans.
David Gwynne Evans (6 septembre 1909 - 13 juin 1984) est un microbiologiste britannique.

## Jeunesse
Il est né au 15 Kay Street, Atherton, Lancashire. Son père est directeur d'école et sa mère institutrice. Ils ont quatre enfants et son frère aîné, Meredith Gwynne Evans (en), est professeur aux universités de Manchester et de Leeds et également membre de la Royal Society. Son autre frère, AG Evans est professeur de chimie à l'University College de Cardiff.
Evans quitte le lycée de Leigh en 1928 et passe deux ans avec la British Cotton Growers 'Association. Il étudie ensuite à l'Université de Manchester de 1930 à 1933, et obtient un diplôme en physique et chimie. Il obtient son Master of Science en 1934 et termine son doctorat en 1938.

## Carrière
En 1940, il commence à travailler au National Institute for Medical Research (NIMR) à Londres. En 1947, il devient lecteur au département de bactériologie de l'Université de Manchester, mais revient au NIMR en 1955 en tant que directeur du département des étalons biologiques. En 1961, il devient professeur de bactériologie et d'immunologie à la London School of Hygiene & Tropical Medicine. En 1971–2, Evans est directeur du Lister Institute of Preventive Medicine et lutte en vain pour sauver son laboratoire de Chelsea de l'échec financier. Il part en 1972 pour devenir directeur du National Institute for Biological Standards and Control afin de préparer son transfert en 1976 à South Mimms.
En 1976, il enseigne aux étudiants en médecine de l'Université d'Oxford à la Sir William Dunn School of Pathology jusqu'à sa retraite dans le nord du Pays de Galles en 1979.
Il est élu membre de la Royal Society en 1960 et reçoit la médaille Buchanan en 1977 pour son rôle de premier plan dans la normalisation et le contrôle de la sécurité des vaccins.
Il est nommé CBE en 1969 et anobli en 1977. Il prend sa retraite en 1979. 
En 1937, il épouse Mary Darby et ils ont un fils et une fille. Il meurt à Llandrillo-yn-Rhos (Eng: Rhos-on-Sea), Denbighshire.